# 2021年7月逝世人物列表
2021年逝世人物列表：1月 - 2月 - 3月 - 4月 - 5月 - 6月 - 7月 - 8月 - 9月 - 10月 - 11月 - 12月
2021年7月逝世人物列表，是用于汇总2021年7月期间逝世人物的列表。

## 依日期排序

### 31日
- 佐藤三平（日语：サトウサンペイ），91歲，日本漫畫家，代表作《富士三太郎》。[1]

### 30日
- 王健，93岁，中国词作者，作品有《三国演义》部分插曲与片尾曲、《歌声与微笑》等。[2]
- 西亞·懷特（英语：Thea White），81歲，美國女性配音員、演員，代表作《膽小狗英雄》（Courage the Cowardly Dog）的茉莉兒貝格。[3]

### 29日
- 巫慧敏，48岁，中国女歌手，第三位登上日本红白歌会的中国女歌手。[4]
- 洪麟，78歲，台灣男演員，演出電視劇《台灣奇案》、《戲說台灣》和電影《燃燒吧！歐吉桑》。[5]

### 28日
- 江田五月（日語：江田 五月），80岁，日本政治人物，曾任参议院议长、法务大臣、环境大臣等职务，死於肺炎。[6]
- 阿尔波特·班杜拉（英語：Albert Bandura），95岁，加拿大心理学家，社会学习理论代表人物，美国心理学会终身杰出贡献奖（2004年）。[7]
- 皮特·乔治（英語：Pete George），92岁，美国举重运动员，奥运金牌得主（1952年）。[8]

### 27日
- 楊雲驃，綽號「細AL」，年齡不詳，香港男歌手、音樂製作人，玉石樂隊主音及結他手。[9]
- 闻世震，87岁，中国政治人物，辽宁省人民政府省长（1994年-1998年）、辽宁省委书记（1997年-2004年）。[10]
- 莫·海德（英語：Mo Hayder），59岁，英国犯罪小说家。[11]

### 26日
- 李文達，91歲，香港企業家，李錦記集團主席。[12]
- 蒋德明，87岁，中国内燃机专家，前西安交通大学校长（1990年-1998年）。[13]
- 喬依·喬迪森（英語：Joey Jordison），46岁，美國滑結樂團鼓手。[14]
- 觉乃娘毛吉，年龄不详，中国藏族女歌手，因车祸去世。[15]
- 麦克·恩齐（英語：Mike Enzi），77岁，美国前怀俄明州联邦参议员（1997年1月3日-2021年1月3日）。[16]

### 25日
- 唐慧琳，49歲，台灣政治人物，新北市議員，死於胰臟癌。[17]
- 周年丰，80岁，中国政治人物，湖北日报社原社长。[18]
- 罗明，90岁，罗马尼亚汉学家、前驻华大使。[19]
- ，84岁，葡萄牙军事、政治人物，葡萄牙康乃馨革命领导人。[20]

### 24日
- 刘晓宇，49岁，中国音乐制作人，与非门乐队创始人，死於癌症。[21]

### 23日
- 趙經華，76歲，台灣要犯，四海幫第四任扛把子、綽號「趙霸子」。[22]
- 陳好逑，89歲，香港粵劇演員，死於癌症。[23]
- 史蒂文·温伯格（英語：Steven Weinberg），88岁，美国物理学家，曾獲诺贝尔物理学奖（1979年）。[24]
- 米格尔·比拉索罗（西班牙語：Miguel Ángel Virasoro），81岁，阿根廷物理学家，前国际理论物理中心主席（1995年-2002年）。[25]
- 益川敏英，81歲，日本物理學家，2008年諾貝爾獎物理學獎得主。死於上顎牙齦癌。[26]

### 22日
- 徐才根，89岁，中国电影演员，第28届中国电影金鸡奖最佳男配角（2011年），死於车祸。[27]
- 那須正幹（日語：那須 正幹），79歲，日本兒童文學作家，代表作《活宝三人组（日语：ズッコケ三人組）》系列。死於肺氣腫。[28]

### 21日
- 朱敦法，93岁，中国人民解放军上将，原广州军区司令员，国防大学第二任校长（1992年-1995年）。[29]

### 20日
- 沈士傑，52岁，台灣企業家，股票上市公司力旺電子總經理。[30]
- 马继武，99岁，中国人，南京大屠杀幸存者。[31]

### 19日
- 吳政哲，36岁，台灣社會工作者、兒少權利倡議者。[32]
- 阿图罗·阿曼多·莫利纳（西班牙語：Arturo Armando Molina），93岁，萨尔瓦多政治人物，总统（1972年-1977年）。[33]

### 18日
- 和田洋人（日語：和田 洋人），46歲，日本漫畫家。[34]

### 17日
- 莱拉·贾佛里（英语：Nayla Jaffri），巴基斯坦女演员，死于卵巢癌。[35]

### 16日
- ，38歲，印度摄影记者，2018年普利策奖特写新闻奖获奖团队成员，死於流弹袭击。[36]

### 15日
- 阿布薩塔爾·德爾比薩利，73歲，伊斯兰教法学者，哈薩克斯坦前最高穆夫提。[37]
- 彼得·鲁道夫·德·弗里斯（荷蘭語：Peter Rudolf de Vries），64歲，荷兰犯罪調查記者，死於槍殺。[38]
- 利贝罗·德·里恩佐（義大利語：Libero De Rienzo），44岁，意大利电影演员。[39]

### 13日
- 周雪良，98岁，中国法医学家，南京医科大学教授。[40]

### 12日
- 徐镜人，77岁，中国企业家，扬子江药业集团创始人及董事长，死於突发心梗。[41]

### 11日
- 藤井富雄，96歲，日本政治人物，前公明黨籍顧問，曾任職東京都議會議員達40年。[42]
- 尚巍，30岁，中国设计师，创作“汉仪尚巍手书”字体，死於车祸。[43]

### 9日
- 潔罕·薩達特（阿拉伯語：جيهان السادات），87岁，埃及前第一夫人。[44]

### 8日
- 王太佑，95歲，中華民國空軍退役上校，黑貓中隊中隊長。[45]

### 7日
- 迪利普·庫馬，98歲，印度演員。[46]
- ，53歲，海地政治人物，第45任總統，遭枪击身亡。[47][48]
- 艾哈迈德·贾布里勒（阿拉伯語：أحمد جبريل，83岁，巴勒斯坦政治人物，解放巴勒斯坦人民陣線－總指揮部的創始人和領導人。[49]
- 夏玉麟，68歲，香港影視演員，死於肺癌。[50]
- 老罗伯特·唐尼（英語：Robert Downey Sr.），85歲，美國演員、導演、製片人和攝影指導，之父，死於帕金森病并发症。[51][52]
- 諾維利亞·斯賈夫里·巴夏亞爾，50歲，印尼科學家，Bio Farma（英语：Bio Farma）制药公司負責測試科興疫苗的學者，疑似死於2019冠狀病毒病。[53][54]
- 周凡夫，71歲，香港資深樂評人、國際演藝評論家協會（香港分會）副主席，死於腎衰竭。[55]

### 6日
- 阿克塞尔·卡恩（法語：Axel Maurice René Kahn），76岁，法国遗传学家，前巴黎第五大学校长（2007年-2011年），死於癌症。[56]
- 帕特里克·罗兰·约翰（英语：Patrick John），83岁，多米尼克政治人物，首任總理（1978年-1979年）。[57]
- 苏珊娜·道格拉斯（英语：Suzzanne Douglas），64歲，美國演員。[58]
- 谭祥金，82岁，中国资讯管理学者，原北京图书馆（现中国国家图书馆）副馆长（1973年-1987年）。[59]
- かやはるか，日本漫畫家，代表作《魔王學院的不適任者》，死于胰臟癌。[60]
- 駱榮順，78歲，台灣遠洋漁船維修專家。[61]

### 5日
- 弗拉基米尔·缅绍夫（俄語：Влади́мир Валенти́нович Меньшо́в），81岁，俄罗斯电影导演，代表作品《莫斯科不相信眼泪》获1981年奥斯卡最佳外语片奖，死於COVID-19并发症。[62]
- 拉法埃拉·卡拉（英语：Raffaella Carrà），78岁，意大利歌手、女演员。[63]
- ，91岁，美国电影导演，代表作《超人》（1978年）。[64]
- 高振鵬，91岁，台灣演員，曾榮獲第53屆金鐘獎特別貢獻獎。[65]

### 3日
- 何康，98岁，中国政治人物，原中国农业部部长（1988年-1990年）、农牧渔业部部长（1983年-1988年）。[66]
- 莊進才，86歲，台灣北管劇團樂師，創立漢陽北管劇團。[67]

### 2日
- 高德正，88岁，中国政治人物，原中共江苏省委常委、江苏省人民政府原常务副省长（1989年-1993年）。[68]

### 1日
- 梁健輝，50歲，香港人，2021年7月1日刺警案兇手，當場自殺。[69]
- 吴从炘，86岁，中国数学家，哈尔滨工业大学教授，中国数学会第三、四届理事会理事。[70]